# ジョン・ランボー
ジョン・ジェームズ・ランボー（John James Rambo、1947年7月6日生まれ）はランボー・サーガに登場する架空の人物である。初登場は1972年のディヴィッド・マレルの小説『一人だけの軍隊』であるが後にシルヴェスター・スタローン主演で映画化されこちらの方が有名となった。よって、邦訳された文庫本ではタイトルが「一人だけの軍隊（映画名：ランボー）」となっている。
このシリーズでのスタローンの主人公の描写は広く賞賛され、彼の当たり役の一つとなった。このキャラクターはアメリカン・フィルム・インスティチュートのリスト「アメリカ映画100年のヒーローと悪役ベスト100」にノミネートされた。

## 性格と特徴
小説と映画第1作目『ランボー』では、ランボーは心的外傷後ストレス障害に苦しみ社会に適応できない悲劇の元兵士として描かれた。ベトナム戦争時に拷問を受けたことが示されている。「普段は無口・無表情で愛想もないが、怒りに火がつくと暴れ出す」というキャラクター像は既に確立されている。
映画第2作目『ランボー/怒りの脱出』とその小説版では、戦場から遠ざかっていたが仲間を助けるために再び武装して戦った。映画シリーズのヒットもあり（特に『怒りの脱出』の大ヒットが契機となり）、ランボーの名は世界中に認知された。ランボーは戦術や軍事作戦、暴力行為におけるヒロイズムの元祖となり、ランボーは頑強で勇敢なヒーローの代名詞となった。しかし、ランボーは同時に、好戦的で無謀な人を比喩する際の軽蔑的な代名詞としても用いられるようになった。「Going Rambo!」（訳：「ランボーのように、無茶苦茶に暴れてやるぞ!」）という英語表現は、そのような様を示すときにしばしば用いられる。
ベトナムでは指揮官だったサミュエル・トラウトマン大佐はランボーの唯一の友人と言える人物であり、戦争による痛みや迫害を理解し、同時に彼が戦いの中に生きる生粋の軍人であることも熟知していたため、彼を説得できる数少ない人物だった。『怒りの脱出』劇中で自分を回収に来たはずの味方のヘリコプターが置き去りにして去った時も、ランボーはそこにトラウトマンの悪意があるとは考えておらず、後にソ連軍の軍事顧問団のポドフスキーから傍受された無線通信の会話を聞かされて、トラウトマンではなくマードックの思惑で見捨てられたと察した。
軍歴から強靭な肉体を持ち、ベトナム戦争時の経験から密林でのサバイバルのエキスパートであり、ゲリラ戦術、格闘術にも精通している。黒髪に茶色い目、身長はシルヴェスター・スタローンと同じ180cmである。
戦闘スキルでは拳銃やアサルトライフル、重機関銃や携帯対戦車砲などあらゆる銃火器の扱いに秀でており、『怒りの脱出』でもランボーの経歴書に目を通したマードックから「軽火器のプロ」と言われている。また、狙撃の技術も持ち合わせており、映画第3作目『ランボー3/怒りのアフガン』のカットされた場面では遭遇した敵部隊を狙撃で仕留めている（この時はトラウトマンが観測手を務めた）。この他、銃器と違って消音機の類を用いるまでも無く「音のしない飛び道具」である弓矢の扱いにも長け、通常の矢で敵兵を正確に射抜くのみならず、爆薬付きの特殊な矢じりを付けた矢を放つことで非装甲の軍用車両（ジープやトラック）や攻撃ヘリコプターも撃破できる。
先述の強靭な肉体に見合うだけの腕っ節の強さを持ち、素手でも十分な戦闘力を有しているが、ナイフを用いた戦闘にも精通している。愛用のサバイバルナイフは敵兵を刺殺する他、有刺鉄線の切断や地雷原の突破にも用いている。このナイフをランボーはとても大事にしており、『怒りのアフガン』では親しくなった少年兵にお守りを譲るものの、ナイフは触らせることを許すだけであった。また、このナイフには戦場を生き残るための付属品もあり、『ランボー』では治療用の針と糸を使って傷口を縫合し、『怒りの脱出』ではジャングルを移動時に方位磁石を使っていた。その一方で、『怒りの脱出』でベトナム人民陸軍に捕まった時はこのナイフを奪われ、ポドフスキーによって刃先を炙られた上で、彼の部下のユーシンに左目の近くに焼き傷を負わされ、さらにはランボーが救おうとしたアメリカ軍捕虜の眼に突き入れそうになるが、仲間を傷つけられるのを耐えられないランボーが落ちたと判断したポドフスキーによって突き入れられるのは中止された。しかし最終的にランボーはマードックへの復讐を目的とした脱出を図った際にこのナイフを取り返している。なお、映画第4作目『ランボー/最後の戦場』では自らの手でナイフを爆散させ所持してはいないものの、後に自作したマチェットを戦闘時に使用していた。
生身の戦闘以外では、戦車やその他の軍用車両を運転できるほか、ヘリコプターやボートの操縦も可能。『怒りのアフガン』ではソ連製のヘリや戦車の操縦もこなした。

## 経歴

### 生い立ちの設定
映画第1作目によると、ランボーのフルネームはジョン・ジェームズ・ランボー、生まれは1947年7月6日アリゾナ州、ボーウィである。ナヴァホ族の父親の名は映画最終作によればR・ランボーであり、イタリア系アメリカ人の母親はマリー・ドラゴである。だが『ランボー/怒りの脱出』のマーシャル・マードックによればランボーはアメリカ州の先住民族/ドイツ系であるという。またランボーという名字はノルウェーに実際に存在する。ランボーは1964年8月6日、17歳でアメリカ陸軍に入隊した。兵役は1965年にレンジフォード高校を卒業した後の、1966年1月から始まった。1966年9月には南ベトナムに配属されるが1967年にはアメリカ、ノースカロライナ州、フォート・ブラッグに戻って特殊部隊（グリーン・ベレー）の訓練を受けた。1969年後半、彼はベトナムに再配属された。1971年11月には中国＝ベトナム国境付近で北ベトナム軍の捕虜となりたびたび拷問を受けた。ランボーは1972年5月に脱出したが、再配備された。また、彼は軍隊時代にヘリコプターの操縦を教わっている。そして1974年9月17日に彼は除隊した。
アメリカへの帰国後、国民の多くがベトナム帰還兵を憎んでいることを知った。彼は他の帰還兵たちと共に反戦的な“ヒッピー”から罵られた。帰還兵は「赤ん坊殺し」と言われ、ゴミを投げられ社会から見放された。ベトナムと帰還後の国民の反応によって心的外傷後ストレス障害を引き起こした。そしてランボーは社会を憎むようになった。『ランボー』の物語はここから始まる。

### 一人だけの軍隊/ランボー

#### 小説
原作小説では、ランボーはケンタッキー州、マディソンでヒッチハイクをしていた。だが保安官ティーズルによって町の外に追い出された。繰り返し戻ってきたランボーはティーズルに逮捕され、事務所に連行される。彼は浮浪と公務執行妨害によって、35日間の拘留を言い渡された。冷たく、湿った、狭い牢屋に閉じ込められたランボーはベトナムで捕虜となった日々を思い出した。保安官たちがランボーの髪とひげを剃ろうとしたとき、彼は1人を殴り倒しもう1人を奪った剃刀で殺した。そして事務所を出てバイクを盗むと近くの山に隠れた。ランボーを捕えようとした多くの保安官と警察官、民間人、州兵が死亡した。
物語の終盤、ティーズルと戦うために町に来たランボーは、陸軍特殊部隊のトラウトマン大佐とティーズルに追いつめられる。ティーズルは土地勘を生かしてランボーと戦い、ランボーの胸を撃つが腹に銃弾を受けた。2人とも被弾していたがプライドと自らの行為の正当化のためまだ死ななかった。最終的にはランボー自身の要求でトラウトマン大佐が彼を殺害し、瀕死のティーズルにそれを伝えた。その後ティーズルも死亡した。

#### 映画
映画『ランボー』では1981年12月の設定で、ランボーがベトナム戦争の戦友デルモア・バリーを探すところから始まる。彼はワシントン州の山中にあるバリーの家に行くが、そこで彼の母親から枯葉剤の影響で既に死んだことを聞かされランボーが所属部隊の最後の生き残りになった。ランボーはオレゴン州の小さな街・ホープまで歩いていったが街の保安官ウィル・ティーズル（演：ブライアン・デネヒー）に声をかけられる。ティーズルはランボーのミリタリー・スタイルのコートと汚らしい格好を見て街まで送ると言いながら「トラブルを持ち込む連中にはうんざりだ」と、街から追い出した。自分は何もしていないのに強制的に追い出される事は自由の侵害だと感じ、ティーズルの言葉に従わなかったランボーは逮捕され保安官事務所にて浮浪罪で起訴された。
余談だが、映画のシーンでティーズルの部屋に銀星章がある。原作においてはティーズル自身も退役軍人であり、朝鮮戦争の勇士であった描写がある。
ティーズルはランボーの身体検査をして大型のサバイバル・ナイフを発見する。警察署では保安官代理のアート・ガルト（演：ジャック・ステイレント）から捕虜時代を思い出させるような嫌がらせを受け、ランボーのベトナムでの拷問をフラッシュバックさせ、ランボーを戦時の状態へ退行させた。署員がランボーを水やシェービングクリームもなしに剃毛しようとしたとき、彼は周りの警官を素手でなぎ倒しナイフを持って脱走。バイクを奪って逃げ出し、山に逃げ込んだ。ティーズルは多くの保安官を呼び出し、ヘリコプターも動員した。ランボーは崖から落ちかけ、ぶら下がっているところをヘリコプターに乗ったガルトに発見された。ガルトは崖のランボーを独断で射殺しようとしたため、崖から飛び降り腕を負傷した。ランボーが彼を執拗に狙うヘリコプターに乗るガルトに向かって石を投げると、一瞬ヘリはコントロールを失いガルトは放り出されて死亡した。その後ランボーはナイフの柄から針と糸を取り出し麻酔なしで腕を治療。隠れていた場所から出たランボーは保安官たちに「1人死んだが俺のせいじゃない!」と主張し、投降しようとしたが、ティーズルたちは聞き入れず発砲し、銃弾がランボーの顔をかすめると彼は姿を消した。
追跡隊はランボーに近づき、犬を放った。ランボーはガルトから手に入れていた銃の最後の2発とナイフで犬を殺した。追跡隊は分かれてランボーを追い詰めようとするが彼らはゲリラ戦術に長けたランボーにまったく歯が立たなかった。追跡隊を襲撃してケガを負わせたが敢えて1人も殺しはせず、ティーズルの喉にナイフを押しつけると「街での法律はお前でもここではおれが法律だ…もう関わり合うな」と言って姿を消した。だがティーズルはそれを無視してワシントン州警察と州兵総勢200名を配備し、ランボーが篭る山を包囲した。ランボーのグリーン・ベレー時代の指揮官サミュエル・トラウトマン大佐（演：リチャード・クレンナ）も到着した。トラウトマンはティーズルたちが殺されなかったことに驚き、状況が落ち着いてから自分が説得に行くと言ったがティーズルは拒絶。トラウトマンは無線でランボーに特殊部隊の隊員はランボー以外全員死んだことを知らせて、投降を呼びかけたが「先に手を出したのはむこうで俺じゃない」と通信を絶った。その後ランボーは州兵たちに鉱山の入り口で追いつめられる。ティーズルは発砲を控えるように指示したが州兵たちはロケットランチャーを発射したために鉱山の入り口は崩れ、ランボーは姿を消した。
鉱山の出口を見つけて脱出したランボーは捜索隊が使っている幹線道路を発見する。そこで彼は州兵のトラックを奪うと町に戻ってガソリンスタンドを破壊し、さらにガソリンに火をつけ、街の送電線を撃ち落としたことでホープ市街は大混乱に陥った。ランボーは保安官事務所内でティーズルを負傷させ追い詰めるが、そこにトラウトマンが現れ、警察署は包囲されていて脱出の見込みがないことを告げる。それでも戦おうとするランボーは自分が受けてきた迫害と戦争終結から7年経った現在でも続くトラウマと悲劇が語られる。
| 「 | 勝つために必死で戦ったが、勝てなかった。国に戻れば、空港で非難の嵐。つばを吐かれ、「赤子殺し」と好き勝手罵られた。あいつらはなんだ！戦場も知らんくせに。 | 」 |

ティーズルを殺すことも可能だったが、止めを刺す前にトラウトマンの最後の説得に従い、投降した。重傷を負ったティールズは救急車で運ばれる。そんなティールズを横目にランボーは歩いてゆく。映画はここで終了するが、この後ランボーは軍法会議で有罪となり、軍刑務所下での肉体労働を強いられることになる。
別エンディング
ランボーは死を望んでトラウトマンに銃を抜かせるが、撃とうとはしなかったトラウトマンの手をつかんで自ら引き金を引き、死亡したという結末。当初はこのエンディングの予定で、そのシーンの撮影も行われたが不採用となった。2012年現在、このエンディングはDVDの特典映像として収録されている。

### ランボー/怒りの脱出
オレゴン州の事件の後、ジョン・ランボーは軍法会議にかけられ有罪判決を受け、軍刑務所で強制労働に従事していた。『ランボー/怒りの脱出』（1985年の設定）の冒頭、サミュエル・トラウトマン大佐がここを訪れ、ベトナムのアメリカ人捕虜の救出を条件に釈放されることを彼に伝えた。ミッションを成功させれば政府が恩赦を与えることになっていた。ランボーは承諾し、一時的に米陸軍に復帰した。その後、作戦を指揮しているアメリカCIAの官僚マーシャル・マードックに会う。彼はランボーに、捕虜の写真を撮るだけでいかなる場合も交戦してはいけないと言った。ランボーはしぶしぶ同意し、ジャングルではベトナム人エージェントが道案内をすることを伝えられた。
ランボーはベトナムのジャングルにパラシュートで降下することになっていたがその際に装備の一部を失い、ナイフと弓矢しか持たずに着地した。地上でアメリカに協力する現地人女性エージェントのコー・バオと合流した。彼女はランボーを捕虜収容所まで連れて行った。ランボーはそこで捕虜が虐待を受けるのを確認し、その内の1人を連れて帰るために数人の敵兵士を殺害した。3人はボートに乗って脱出するが敵の軍用ボートに追われる。
ランボーはRPG-7で敵のボートを破壊し、本部に助けを求めた。だがマードックは捕虜の存在をアメリカ国民が知った時の反応を恐れ、救出のヘリコプターを引き揚げさせた。ランボーと捕虜は捕獲されて収容所に戻され、秘密裏にベトナムへ派遣されていたソ連軍将校が尋問に現れた。その間コーは娼婦に変装してランボーが囚われている小屋に接近していた。ランボーはソ連軍中佐ポドフスキーに拷問を受け、マードックの裏切りを知る。ポドフスキーはランボーに、アメリカ軍基地に連絡して捕まったことを告げさせようとした。体に電流を流され、さらには自分自身のナイフで顔を傷つけられたランボーは条件をのんだふりをする。そしてランボーはマードックに「殺しに行くから待ってろ」と復讐の念を伝え、その後コーの助けによって素早く脱出した。ジャングルでランボーの傷の手当てをするコーは自分をアメリカに連れて行ってくれるかランボーに聞いた。彼は承諾し2人は口づけを交わす。しかしその直後ベトナムの兵士の襲撃に遭ってコーは死亡する。怒り狂った彼は銃を乱射し全員を撃ち殺す。そしてコーの遺体をジャングルに埋めた。
ランボーの脱出後、ソビエトとベトナムの兵士たちは彼を殺すべく捜索していた。ランボーはジャングルでゲリラ戦術を駆使してソビエト・ベトナム兵を狩っていき、ベトナム兵は村に逃げ込んだ彼を追ったが、背の高い草原に誘いこまれ火攻めに遭い、多くのベトナム兵が倒れた。
兵士たちから逃れたランボーだったが、ソビエトの武装ヘリコプターに見つかって爆弾を落とされる。川に飛び込んで難を逃れた彼は高度を下げたヘリに飛び移り、屈強なソ連兵と渡り合う。ヘリの敵兵を一掃したランボーはそれを操縦して捕虜収容所まで戻り、衛兵を制圧して捕虜たちをヘリに乗せるとタイまで飛んだが、別のソビエトの攻撃ヘリコプターが現れ、ランボーのヘリは被弾して川の浅瀬に不時着させられる。ポドフスキー自らが操縦する攻撃ヘリはランボーの死を確認するために低空飛行になった。しかしランボーは死んでおらず、M72 LAWで攻撃ヘリを破壊した。
タイの基地に帰還したランボーはM60E3機関銃を手に取ってマードックの指令センターを破壊する。さらにマードックをナイフで脅し、残りのベトナムのアメリカ人捕虜を救出するように脅しつけた。その後トラウトマンはランボーを慰め、別の名誉勲章を得るためにグリーン・ベレーに戻ることを提案したが、ランボーは救出された捕虜たちのほうが名誉勲章に値すると考えていた。ベトナム帰還兵として、1人の愛国者としての思いをトラウトマンに吐露し、立ち去ろうとする。トラウトマンは今後を尋ねたがランボーにも分らなかった。ランボーは約束通り釈放され、その後もタイに住み続けた。
| 「 | 俺が望むのは、彼ら（捕虜）が望むことです。はるかベトナムにやってきて、命をかけて戦った彼らの望み。俺たちが国を愛するように、国にも俺たちを愛してほしい。それが望みです。 | 」 |

### ランボー3/怒りのアフガン
映画は再びサミュエル・トラウトマンがランボーを探してタイにやって来るところから始まる。トラウトマンは寺院の建設現場で働くランボーを訪ね、アフガニスタンでのミッション参加を依頼する。このミッションはスティンガーミサイルなどの武器を、アフガニスタン紛争でソ連と戦っているアフガニスタンの反政府勢力ムジャーヒディーンに届ける事だった。トラウトマンはソ連軍によって苦しめられている人々の写真を見せたがランボーは行くことを拒否した。やむなくトラウトマンは自分が行くことを決めた。
アフガニスタンで、トラウトマンは夜中に山を通過する最中にソ連兵の待ち伏せに会う。トラウトマンはソビエトの基地に連行されザイセン大佐と彼の部下コウロフから拷問を受ける。ランボーはトラウトマンが捕まったことを大使館のロバート・グリッグスから聞かされると、救出を決意した。そして秘密裏に救出することをグリッグスに伝えた。グリッグスは、もし殺されてもアメリカ政府は関知しないと警告したがランボーは聞かなかった。そしてランボーはすぐさまパキスタンに飛び、ムーサに会った。ムーサは武器を用意し、さらにトラウトマンが囚われている基地に近い砂漠の村にランボーを連れて行った。村はソビエトの軍に襲撃されるがランボーが応戦した。ランボーはムーサと少年ハミドの助けのみでトラウトマンを救出することにする。最初の救出作戦は失敗し、ランボーも被弾する。彼はムーサとハミドを逃がすと傷の応急処置をした。
翌日、ランボーは基地に戻ってトラウトマンを助け出す。他にも数人の捕虜を解放し、ヘリコプターを奪って基地から脱出した。だがヘリはすぐに破壊されランボーとトラウトマンは走って逃げた。2人は洞窟に入って戦い、スペツナズの兵士たちとコウロフを殺害した。その後ザイセン率いる戦車部隊と遭遇した。2人がソ連軍に圧倒されかけているときにムジャーヒディーンの戦士たちがムーサとハミドと共に現れる。ソ連軍を圧倒する数百人の騎兵隊の応援が現れた。その戦いでランボーとトラウトマンは負傷する。ランボーは戦車に乗ってヘリのザイセンを殺した（彼はたった1人で、本来4人乗りの戦車を駆使した）。戦いが終わった後、ランボーとトラウトマンはムジャーヒディーンの仲間たちに別れを告げてアフガニスタンを後にした。

### ランボー/最後の戦場
映画はバーマ反政府デモのニュースから始まる。バーマ（ミャンマーとしても知られる）はタン・シュエの支配下にあり、民主化運動を厳しく取り締まっていた。政府軍は沼地で反政府勢力や一般民衆を殺していた。それを政府軍軍人パ・ティー・ティントが平然と眺めていた。
元米軍兵士ジョン・ランボーは未だにタイのバーマ国境付近の村に暮らしていた。彼の生活はヘビを捕獲し、それを近くの村に売ることで成り立っており、時折放浪者を舟で運んだ。医師のマイケル・バーネットがランボーを訪ね、カレン族を助けるため、自分と仲間をサルウィン川からバーマに運ぶよう依頼をする。ランボーは一度は断ったが、一行の一員サラ・ミラーは彼が承諾すると信じていた。
サラの熱意により、案内を了承したランボーは舟でサラから故郷と家族について聞かれ、父親が生きているかもしれないと答えた。舟はその後、ミャンマーの海賊によって止められ、「通行料」としてサラを要求された。ランボーは話し合いを試みたが失敗し結局海賊全員を射殺、マイケル達一行をカレン族の村に送り届けた。その後村はティントに襲撃され、村人は手当たり次第に虐殺され、マイケルらの一行は捕えられた。ランボーは一行を救出するために雇われた5人の傭兵たちを同じ場所へと案内することを依頼された。
ランボーは依頼を承諾した。上陸後もランボーは傭兵たちと共に行動しようとするが、S.A.S.出身のリーダー・ルイスはそれを拒否。その後傭兵たちはガイドに案内されて破壊された村に到着したが、そこに政府軍が現れ、ゲームとして対人地雷が投げ込まれた田圃の上を村人たちに走らせていた。ルイスは警戒態勢が敷かれることを恐れて捕虜たちを助けなかったが、そのときランボーが弓矢を持って現れ、政府軍の兵士を射殺していった。作戦を中止し撤退しようとするルイスにランボーは矢を向け、「無駄に生きるか…何かのために死ぬか…自分で決めろ」 と言い放つ。そしてランボーと傭兵たちは捕虜救出に向かう。ランボーはサラとその仲間を助け出したが、政府軍は衛兵が殺され捕虜も脱走したことに気づいて大規模な捜索隊を組み、ランボーとサラ、傭兵のスナイパー“スクールボーイ”を除く全員が捕獲されてしまう。傭兵たちが処刑される寸前、ランボーは政府軍の車を奪い、車載されたブローニングM2重機関銃で敵を殺していき、そこにカレン族の反乱軍が現れ、戦いに参加。ティントは戦闘の終わりに逃亡を図ったがランボーに刺殺された。
戦いが終わり、サラの言葉を思い出したランボーは故郷アメリカに帰った。農村部の道路に沿って歩き、ポストに“R・ランボー”と書かれた家の前に来る。彼が歩き始めるところでエンドロールを迎える。

## 勲章
『ランボー』で言及されているもの：
- 名誉勲章 - 1回

『ランボー/怒りの脱出』の会話で、ベトナム時代に受勲したもの：
- シルバースター - 2回
- 勇敢さに対してブロンズスター - 4回
- パープルハート章 - 4回
- 殊勲十字章 - 1回
- 名誉勲章 - 1回

『ランボー3/怒りのアフガン』での削除シーンで映るランボーの受勲リスト：
- 名誉勲章 - 1度受勲し、別の時は辞退
- アーミーディスティングサービスメダル
- ソルジャーズメダル
- ブロンズスター
- パープルハート章
- エア・メダル
- コンバット・アクション・リボン
- ベトナム戦争従軍記章
- 戦争捕虜章
- アーミー・サービス・リボン

## 由来
主人公の名前は、ディヴィッド・マレルがペンシルバニア州にあるランボー・アップルというリンゴに「力強い音感」を得たためである。また、ピーター・グンナーソン・ランボーという人物は1640年代にスウェーデンからニュースウェーデン（ペンシルバニア州南東、南ニュージャージー州、北デラウェア州）に渡って有名となる。彼の子孫は今日でもアメリカで生活している。マレルはアルチュール・ランボー（Arthur Rimbaud）とも名前の発音が似ていると感じた。またアルチュール・ランボーの代表作『地獄の季節』の題名が、「ランボーの痛みと戦争捕虜の苦しみの適切なメタファーだ」と言っている。さらにベトナムのアメリカ軍兵士にアーサー・J・ランボーという人物が実在する。だがこの兵士はアメリカに戻ることができなかった。彼の名はワシントンのベトナム戦争記念館の壁に刻まれている。なお、全くの偶然であるが日本語の「乱暴」と似ている。“ジョン”というファーストネームは"ジョニーが凱旋するとき"という歌からつけられた。

## 描写
ランボーは映画5作品全てでシルヴェスター・スタローンが演じている。テレビアニメ版の声優はニール・ロスが務めた。
日本語吹き替えは数種類あり、ささきいさお（5作品全て）、玄田哲章（3作目まで）、羽佐間道夫（2作目まで）、銀河万丈（2作目まで）、渡辺謙（1作目のみ）らが声を務めた。

## 登場作品

### 小説/小説版
- 一人だけの軍隊 - 1972年、ディヴィッド・マレル著・沢川進 訳
- ランボー/怒りの脱出（小説版） - 1985年、ディヴィッド・マレル著・沢川進 訳
- ランボー3/怒りのアフガン（小説版） - 1988年、ディヴィッド・マレル著・沢川進 訳

### 映画
- ランボー（1982年） - テッド・コッチェフ監督
- ランボー/怒りの脱出（1985年） - ジョージ・P・コスマトス監督
- ランボー3/怒りのアフガン（1988年） - ピーター・マクドナルド監督
- ランボー/最後の戦場（2008年） - シルヴェスター・スタローン監督
- ランボー ラスト・ブラッド（2019年） - エイドリアン・グランバーグ監督

### テレビアニメシリーズ
- Rambo and the Forces of Freedom - 1986年

### ゲーム
- ランボー 地獄のヒーロー!激闘救出作戦 - 1985年
- 阿修羅 - 1986年
- スーパーランボースペシャル - 1986年
- RAMBO - 1987年
- ランボー3 - 1988年
- RAMBO - 2008年、アーケードゲーム
- モータルコンバット11 - 2020年[2]
- コール オブ デューティシリーズ - 2021年[3]
  - コール オブ デューティ ブラックオプス コールドウォー
  - コール オブ デューティ ウォーゾーン
  - コール オブ デューティ モバイル